# فیل (فیلم ۲۰۰۳)
فیل (به انگلیسی: Elephant) فیلمی آمریکایی به کارگردانی گاس ون سنت و محصول سال ۲۰۰۳ است.
ماجرای فیلم در دبیرستانی در شهر پورتلند در ایالت اورگَن آمریکا روی می‌دهد، و یادآور ماجرای کشتار در دبیرستان کلمباین در سال ۱۹۹۹ است. این فیلم برندهٔ جایزهٔ نخل طلایی جشنوارهٔ فیلم کَن در سال ۲۰۰۳ شده‌است. فیل دومین فیلم از سه‌گانهٔ گاس ون سنت در مورد مرگ پس از جری و پیش از آخرین روزها است. گاس ون سنت نامِ این فیلم را با ارجاع به فیلمِ آلن کلارک در سال ۱۹۸۹ فیل گذاشت.

## چکیده داستان
يک روز در دبيرستانی معمولی آمريکايی دانش آموزان سرگرم انجام  فعالیتهای معمول خود هستند. الیاس در پارک، در نزدیکی دبیرستان عکس می گیرد. جان یک بار دیگر دیر می رسد. میشل تمرینهای ورزیش را تمام می کند و به کتابخانه می رود. در حالی که دانش آموزان زندگی روزمره عادی خود را دارند، رویدادی در حال آماده شدن است که زندگی آنها را دگرگون خواهد کرد. الکسی، دردکش کلاسش و اریک که مدیر مدرسه نمی خواهد به حرفش گوش دهد، آماده براه انداختن تیراندازی در محیط مدرسه می شوند.

## شرح داستان
در آغاز فیلم، جان مک‌فارلند را پدرش با رانندگی نامنظم به مدرسه می‌برد. جان با دیدن آسیب‌های واردشده به خودرو متوجه می‌شود که پدرش مست است، او را به صندلی شاگرد منتقل می‌کند و خودش پشت فرمان می‌نشیند. وقتی جان با تأخیر به مدرسه می‌رسد، مدیر مدرسه، آقای لوس، او را توبیخ می‌کند.
بخش عمدهٔ فیلم به دنبال کردن چند دانش‌آموز دبیرستانی در زندگی روزمرهٔ پیش از وقوع تیراندازی در مدرسه می‌پردازد. علاوه بر جان، که با کنترل رفتار پدر الکلی‌اش دست‌وپنجه نرم می‌کند، الیاس، دانش‌آموز عکاسی، مشغول تهیهٔ مجموعه‌ای از عکس‌های دانش‌آموزان است. میشل، دختری منزوی، با مشکلات روان‌تنی روبه‌روست و در کتابخانه کار می‌کند. نیکول، بریتنی و جردن که دچار اختلال پرخوری عصبی هستند، دربارهٔ خانواده‌هایشان شکایت می‌کنند و با هم دعوا دارند، در حالی‌که ناتان، ورزشکار محبوب و نجات‌غریق، با دوست‌دخترش کری قرار ملاقات دارد. آکادیا، یکی از دوستان نزدیک جان، در نشست ائتلاف دگرجنس‌گرایان و همجنس‌گرایان شرکت می‌کند.
در حالی‌که هیچ‌کس از آن خبر ندارد، دو دانش‌آموز دیگر به نام‌های الکس و اریک در حال تدارک حمله‌ای با بمب و تیراندازی به مدرسه هستند. در طول فیلم، فلش‌بک‌هایی از روند آماده‌سازی آن‌ها برای کشتار نشان داده می‌شود؛ از جمله سفارش سلاح از اینترنت و طرح‌ریزی نقشهٔ حمله. آن دو پس از اعتراف به این‌که تاکنون کسی را نبوسیده‌اند، در حمام تجربهٔ جنسی کوتاهی دارند. انگیزه‌های آن‌ها برای این حمله نامشخص است، ولی فیلم نشانه‌هایی از زورگویی، بی‌توجهی، بازی‌های ویدئویی خشونت‌آمیز و گرایش‌های نازی را نشان می‌دهد.
در روز حمله، آن‌ها با خودروی الکس به مدرسه می‌آیند. الکس مجهز به کربن-۱۵ و یک شاتگان است و اریک نیز تک-۹ همراه دارد. هنگام ورود، با جان روبه‌رو می‌شوند و الکس به او می‌گوید که از مدرسه خارج شود. جان که متوجه وقوع یک حادثهٔ جدی می‌شود، تلاش می‌کند تا به دانش‌آموزان و معلمان هشدار دهد، اما اغلب آن‌ها توجهی نمی‌کنند. او متوجه می‌شود که پدرش که قبلاً همراهش وارد مدرسه شده بود، ناپدید شده و به جست‌وجوی او می‌پردازد.
الکس و اریک بمب‌های پروپان را در سالن غذاخوری کار می‌گذارند تا آن را منفجر کرده و هنگام فرار دانش‌آموزان آن‌ها را هدف قرار دهند. وقتی بمب‌ها عمل نمی‌کنند، تصمیم می‌گیرند تیراندازی بی‌هدف را آغاز کنند. آن‌ها وارد کتابخانه می‌شوند؛ جایی که الیاس پیش از شلیک آن‌ها، ازشان عکس می‌گیرد. میشل و الیاس کشته می‌شوند. دیگر دانش‌آموزان متوجه واقعیت تیراندازی شده و دچار وحشت می‌شوند. معلمان نیز اقدام به تخلیهٔ مدرسه می‌کنند.
الکس و اریک از هم جدا می‌شوند تا در دو سمت مختلف مدرسه به تیراندازی ادامه دهند. الکس وارد سرویس بهداشتی دختران می‌شود و جردن، نیکول و بریتنی را غافلگیر کرده و احتمالاً هر سه را می‌کشد. یکی از شرکت‌کنندگان نشست ائتلاف دگرجنس‌گرایان و همجنس‌گرایان که صدای تیراندازی را بررسی می‌کند، کشته می‌شود. بقیهٔ اعضای ائتلاف از پنجره فرار می‌کنند، به جز آکادیا که با دیدن جسد همکلاسی‌اش خشکش می‌زند. بنی، دانش‌آموز ورزشکار سیاه‌پوست، به او کمک می‌کند تا از پنجره خارج شود و سپس خودش برای یافتن مهاجمان اقدام می‌کند.
در خارج از مدرسه که حالا نشانه‌هایی از انفجار و آتش‌سوزی دارد، جان پدرش را پیدا می‌کند که حالا هوشیار است و تلاش می‌کند فرزندش را آرام کند. آقای لوس در حال کمک به دانش‌آموزان است که اریک او را گوشه‌گیر کرده و تهدید می‌کند. لوس سعی می‌کند با او گفت‌وگو کند. در همین هنگام، بنی از پشت به اریک نزدیک می‌شود، ولی اریک برمی‌گردد و او را می‌کشد. سپس به لوس می‌گوید که با دانش‌آموزانی مانند او و الکس بدرفتاری نکند. اریک او را رها می‌کند، اما چند لحظه بعد به ضرب گلوله می‌کشد.
الکس وارد سالن غذاخوری می‌شود که پر از صندلی‌های واژگون، کوله‌پشتی‌ها، اجساد و غذاهای نیمه‌خورده است. او روی یک صندلی می‌نشیند، لیوانی از روی یک سینی برمی‌دارد و به‌راحتی از آن می‌نوشد. اریک به او می‌پیوندد و آن‌ها مکالمهٔ کوتاهی دربارهٔ افرادی که کشته‌اند دارند. مکالمه ناتمام می‌ماند چون الکس ناگهان اریک را می‌کشد. او بدون هیچ واکنشی از سالن خارج می‌شود و کری و ناتان (که یکی از قلدرهای مدرسه بود) را در یک فریزر پنهان‌شده می‌بیند. سپس با لحن طعنه‌آمیز شعر «اینی، مینی، ماینی، مو» را می‌خواند تا تصمیم بگیرد که کدام یک را اول بکشد. در این لحظه، فیلم به تیتراژ پایانی قطع می‌شود و پایان فیلم مبهم باقی می‌ماند.

## فیلم‌برداری
فیلمبرداری در مدرسه راهنمایی ویتاکر انجام شد. این مدرسه به دلیل پوشاندن کف، دیوار و سقف مدرسه جهت استحکام در برابر آتش‌سوزی و افزایش مقاومت ساختمان با پنبه نسوز در حال آماده‌سازی بود و اینکه مدرسه قبل از فیلمبرداری تعطیل شده بود.

## ساخت
تقریباً ۸۸ شات در این فیلم وجود دارد که بیش از نیمی از این شات‌ها در بیست دقیقه آخر فیلم اتفاق می‌افتد. همچنین بخش اعظم فیلم به صورت بدالبداهه و بدون آماده‌سازی قبلی ساخته شده‌است.

## نقش‌ها
تقریباً همه بچه‌های این فیلم غیر بازیگر (non actors) هستند و از اسم واقعی آنها در فیلم استفاده می‌شود.

## بازخورد
این فیلم یکی از فیلم‌های مورد علاقه تام هنکس می‌باشد.

## دستاوردها
در میان «۱۰۰۱ فیلم شما باید قبل از مرگ» ببینید، ویرایش شده توسط استیون اشنایدر.

## پخش
در فیلم می‌بینیم که الکس و اریک مسلحانه به مدرسه حمله می‌کنند و شروع به کشتار می‌کنند؛ اسلحه ای که الکس از آن استفاده می‌کند یک تفنگ نیمه اتوماتیک Bushmaster Carbon 15 Type 21 است و اسلحه ای که اریک از آن استفاده می‌کند یک تپانچه تهاجمی Interdynamic KG-9 است. .